# Jansky
Jansky (značka Jy) je jednotka spektrální intenzity záření používaná v radioastronomii. Pojmenovaná je po americkém fyzikovi a radioinženýrovi Karlu Guthe Janskym.
1 Jy = 10−26 W·m−2·Hz−1

## Příklady
| Hodnota (Jy) | Zdroj |
| ------------ | --- |
| 110 000      | radiofrekvenční záření GSM telefonu vysílajícího na frekvenci 1800 MHz výkonem 0,5 W ve vzdálenosti 1 km (RSSI −70 dBm) |
| 20 000       | turbulentní oblast Slunce na frekvenci 20 MHz (Janskyho původní pozorování z r. 1933)                                   |
| 4 000        | Slunce na 10 GHz |
| 1 600 000    | Slunce na 1,4 GHz (vodíková čára)                                                                                       |
| 1 000        | Mléčná dráha na 20 MHz                                                                                                  |
| 10 000       | 1 sfu |
| 2 300        | Cygnus X-1 v maximu v oblasti rentgenového záření                                                                       |
| 2 000        | Mléčná dráha na 10 GHz                                                                                                  |
| 1 000        | klidná oblast Slunce (sluneční skvrny) na 20 MHz                                                                        |

Pozn.: Pokud neuvedeno jinak, údaje jsou při pozorování ze Země.